# Albrecht 3. af Bayern-München
Albrecht 3. af Bayern-München (født 1401 i München, død 1460 i München), var regerende hertug af Bayern-München fra 1438 til 1460.
Albrecht 3. var søn af hertug Ernst af Bayern-München.
Albrecht 3. var gift to gange. Hans andet ægteskab var med Anna af Braunschweig-Grubenhagen-Einbeck (1420–1474). De fik ti børn, heriblandt:
- Elisabeth af Bayern (1443-1484), gift med kurfyrste Ernst af Sachsen. De blev forældre til Christine af Sachsen, der giftede sig med kong Hans af Danmark, Norge og Sverige
- hertug Albrecht 4. af Bayern-München

1. ↑  Navnet er anført på engelsk og stammer fra Wikidata hvor navnet endnu ikke findes på dansk.